# Mickey Champion
Mickey Champion (nombre real Mildred Sallier Lake Charles (Luisiana), 9 de abril de 1925-Los Ángeles (California), 24 de noviembre de 2014) fue una cantante de blues estadounidense. Con una carrera que abarca cinco décadas, Champion es recordada por su poderosa voz y por ser invitada en actuaciones musicales destacadas.

## Biografía
Champion fue criada por sus tías y tuvo su primera experiencia como cantante en la Iglesia Episcopal Metodista Cristiana de Lake Charles, donde su abuelo era reverendo. Admirada por la calidad e intensidad de su canto religioso, se convirtió en parte de un trío vocal, y mientras estaba en la escuela secundaria fue escuchada y elogiada por el líder de la banda Louis Jordan. Sin embargo, Champion, ante la insistencia de su familia, tuvo que rechazar una oferta de Jordan para unirse a su grupo. Poco después de graduarse en la escuela secundaria, Champion se casó con su primer marido, Norman Champion, y en 1945 la pareja se mudó a Los Ángeles. Trabajando originalmente como Little Mickey Champion, pronto lideró una carrera activa en la bulliciosa escena en los nightclubs de la ciudad.
El matrimonio entre Mickey y Norman Champion fue breve y pronto se divorciaron. A medida que su notoriedad por su poderosa vocalización sin el uso de micrófonos creció, Champion expandió su reputación fuera de Los Ángeles junto con otros músicos como T-Bone Walker, Little Esther Phillips, Billie Holiday, Duke Ellington, Ray Charles y Jackie Wilson a finales de la década de 1940 y principios de la de 1950. En sus colaboradores estaba Roy Milton, con quien Champion se casó, y con él grabó en la década de 1950 y permaneció con él hasta la muerte de Milton en 1983.
En la década de los 60, Champion se retira para centrarse en su familia, aunque siguió trabajando en nightclubs los fines de semana. Después de una larga pausa, volvió a grabar, produciendo dos álbumes "I am Your Loving Legend!" Y "What You Want", ambos en Tandef Records.